# Кикос (мультфильм)
«Кикос» (арм. Կիկոս) — советский рисованный мультипликационный фильм по мотивам одноимённой сказки Ованеса Туманяна, создан в 1979 году. Мультфильм режиссёра Роберта Саакянца тесно связан с традициями национальной художественной культуры и с изобретательным использованием выразительных средств современной мультипликации.

## Сюжет
Большая семья отдыхает, младшую дочь отправляют к колодцу, набрать воды. Набирая воду, дочь мечтает о том времени, когда у неё будет свой сын, и она будет посылать его к колодцу за водой. Воображая, что сын может упасть в колодец, девочка начинает плакать, забыв, зачем она пришла к колодцу. Заждавшись, семья посылает среднюю дочь узнать, в чём дело. Младшая рассказывает средней о своём воображаемом горе, и та также начинает плакать об утрате ещё не родившегося племянника. Постепенно к их горю присоединяются старшая дочь и мать. В конце концов глава семейства сам лично приходит к колодцу и успокаивает своих родных.

## Творческая группа
- Авторы сценария, режиссёры и художники-постановщики: Роберт и Людмила Саакянц
- Оператор: Алиса Кюрдиан
- Композитор: Юрий Арутюнян
- Звукооператор: В. Чапарян